# 안전관리 시스템
안전관리 시스템(safety management system, SMS)은 작업장의 안전 요소를 관리하기 위해 설계된 관리 시스템이다. 정책, 목표, 계획, 절차, 조직, 책임, 기타 기준이 포함된다.

## 안전관리의 방법
일반적으로 안전관리는 생산부문의 감독자가 그 직무를 맡고 있으므로, 상사로부터 안전관리에 관한 위임사항에 대한 책임이 있고, 감독자는 안전에 관한 관리기능·통제기능·훈련기능을 계속적·조직적으로 실천할 책임이 있다. 안전관리의 실시사항을 보면 다음과 같다.

### 재해조사
기업 내부에서의 재해조사는 안전관리 활동의 일환으로 실시되어야 하며, 사고의 중요성, 재발(再發) 방지를 위한 설비개선의 필요성 등에 따라 조사 책임자를 선정해야 한다. 특히 중대한 재해에 대하여는 조사위원회를 구성하여 사후처리와 재해방지대책을 수립해야 한다.

### 안전작업의 순서
작업자의 작업수행과 과정에서 위험을 제거하고 안전한 작업방법의 개발이 필요하다. 안전작업 방법의 개발은 작업의 안전성분석에 의하여 작성되며, 작업의 안전성분석은 작업을 세부적인 작업요소로 분해, 재해발생의 가능성을 배제시킨다.

### 안전도 점검
안전도의 점검은 작업자 개인이 사용하는 공구 등의 개인별 점검과 일련의 장치의 점검과 같은 조직적인 점검이 필요한 경우도 있다. 점검에 필요한 사항은 기준을 설정하고 점검의 이행 여부를 관리자가 감독하는 것이다.

### 정리 정돈
작업장의 정리 및 작업물의 정돈은 안전관리의 기초사항이다. 특히 원재료의 저장·제공품(在工品)·작업도구·불량품 등에 대하여는 계획적인 정리 작업이 필요하다.

## 같이 보기
- ISO 45001
- 국제 표준화 기구
- PDCA
- 국제 노동 기구
- 노동조합
- 직업안전보건
- 공장법